# Krasnodvorsk
Krasnodvorsk (en rus: Краснодворск) és un poble (un khútor) de l'óblast de Rostov, a Rússia, que en el cens del 2010 tenia 135 habitants, pertany al districte d'Aksai.